# Homewood
Homewood település az Amerikai Egyesült Államok Illinois államában, Cook megyében. Lakosainak száma 19 463 fő (2020. április 1.).

## Közlekedés
A települést érinti az Amtrak két távolsági vasúti járata is, az Illini és a Saluki.

## Népesség
A település népességének változása:

| 2010 | 19 323 |
| 2020 | 19 463 |